# Copa Nicasio Vila 1922
La Copa Nicasio Vila 1922 fue la decimosexta edición del campeonato de primera división de la Liga Rosarina de Fútbol.
En un principio participaron dieciséis equipos, pero con la descalificación de Ferro Carril Santa Fe, se redujo a 15. Se le dieron por perdido a todos los partidos a Ferro Carril Santa Fe. El campeón fue el Newell's Old Boys
Aquel año, el club rojinegro obtuvo también el derecho de jugar la Copa Doctor Carlos Ibarguren, perdiendo ante el Club Atlético Huracán, campeón de la liga oficial de Buenos Aires, en un segundo partido por 1-0, luego de empatar el primer partido 1-1.
Luego que se terminen los conflictos con la Liga Rosarina de Fútbol, Gimnasia y Esgrima y Rosario Central se volvieron a afiliar.

## Tabla de posiciones final
| Pos | Equipo                  | Pts | PJ | G  | E | P  | GF | GC | DIF |
| 1º  | Newell's Old Boys       | 29  | 15 | 14 | 1 | 0  | 32 | 4  | 28  |
| 2º  | Nacional                | 25  | 15 | 12 | 1 | 2  | 28 | 12 | 16  |
| 3º  | Belgrano                | 25  | 15 | 11 | 3 | 1  | 24 | 9  | 15  |
| 4º  | Rosario Central         | 23  | 15 | 11 | 1 | 3  | 46 | 8  | 38  |
| 5º  | Central Córdoba         | 21  | 15 | 10 | 1 | 4  | 40 | 18 | 22  |
| 6º  | Tiro Federal            | 21  | 15 | 10 | 1 | 4  | 31 | 13 | 18  |
| 7º  | Sparta                  | 15  | 15 | 7  | 1 | 7  | 17 | 20 | -3  |
| 8º  | Rosario Puerto Belgrano | 15  | 15 | 6  | 3 | 6  | 13 | 17 | -4  |
| 9º  | Riberas del Paraná      | 13  | 15 | 6  | 1 | 8  | 24 | 30 | -6  |
| 10º | Estudiantes             | 12  | 15 | 6  | 0 | 9  | 21 | 32 | -11 |
| 11º | Calzada                 | 11  | 15 | 4  | 3 | 8  | 15 | 29 | -14 |
| 12º | Gimnasia y Esgrima      | 11  | 15 | 5  | 1 | 9  | 15 | 29 | -14 |
| 13º | Atlantic Sportsmen      | 7   | 15 | 3  | 1 | 11 | 11 | 30 | -19 |
| 14º | Alberdi New Boys        | 6   | 15 | 1  | 4 | 10 | 2  | 35 | -33 |
| 15º | Provincial              | 6   | 15 | 3  | 0 | 12 | 11 | 44 | -33 |
| 16º | Ferro Carril Santa Fe   | 0   | 15 | 0  | 0 | 15 | 0  | 0  | 0   |

|  |                |
|  | Campeón        |
|  | Descalificado. |